# Namibiobolbus helgae
Namibiobolbus helgae is een keversoort uit de familie cognackevers (Bolboceratidae). De wetenschappelijke naam van de soort werd in 2000 gepubliceerd door Gussmann & Scholtz.